# John Doe

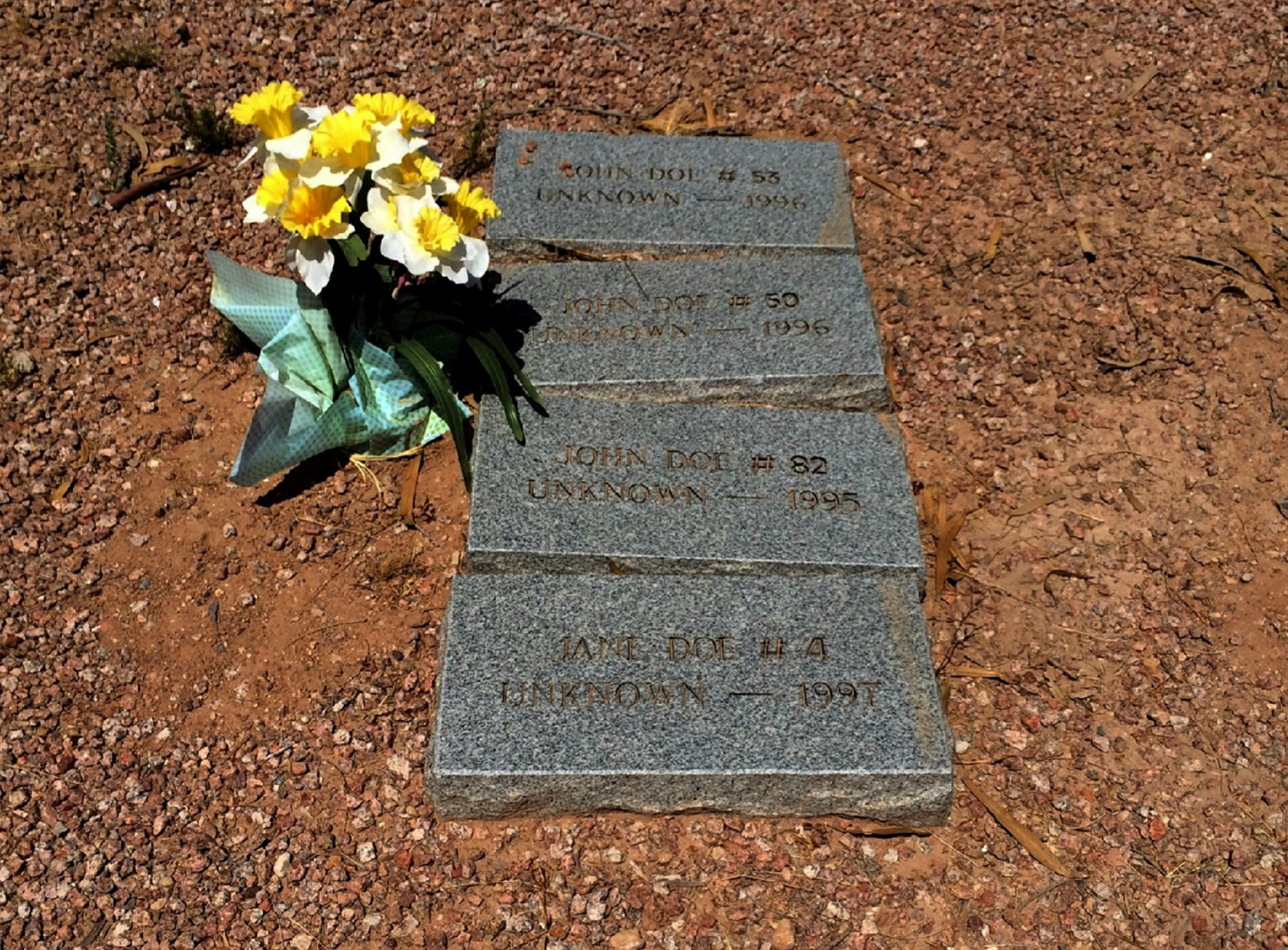
Nagrobki czworga niezidentyfikowanych osób pochowanych jako John Doe i Jane Doe

John Doe – nazwisko używane w USA dla określenia mężczyzny o niezidentyfikowanej lub ukrytej tożsamości. Dla określenia kobiet używa się nazwiska Jane Doe. Termin ten stosuje się zwłaszcza w aktach policyjnych, sądownictwie i dokumentach prawniczych.
W innym znaczeniu „John Doe” to także zwykły, szary obywatel – porównać go można z polskim Janem Kowalskim, chociaż w tym kontekście używane są także nazwiska John Q. Public.
W Polsce odpowiednikiem opisywanego pojęcia w terminologii prawniczej i policyjnej jest skrót N.N.